# Knipolegus hudsoni
A Knipolegus hudsoni a madarak (Aves) osztályának verébalakúak (Passeriformes) rendjébe és a királygébicsfélék (Tyrannidae) családjába tartozó faj.

## Rendszerezése
A fajt Philip Lutley Sclater angol ügyvéd és zoológus írta le 1872-ben, a Cnipolegus nembe Cnipolegus hudsoni néven.

## Előfordulása
Argentína, Bolívia, Brazília, Paraguay és Peru területén honos. Természetes élőhelyei a szubtrópusi és trópusi száraz cserjések, valamint legelők és vidéki kertek. Vonuló faj.

## Megjelenése
Testhossza 16 centiméter.

## Természetvédelmi helyzete
Az elterjedési területe nagyon nagy, egyedszáma pedig stabil. A Természetvédelmi Világszövetség Vörös listáján nem fenyegetett fajként szerepel.